# 蘭好斎
蘭好斎（らんこうさい、生没年不詳）とは、江戸時代の大坂の浮世絵師。

## 来歴
流光斎如圭の門人かといわれ、大坂の人で作画期は文化の頃とされる。作に細判錦絵の3枚続「から木政右衛門・七世片岡仁左衛門」、「いしどめ武助・初世嵐猪三郎」、「沢井又五郎・浅尾工左衛門」　があり、文化2年（1805年）8月角の芝居で上演された『伊賀越道中双六』に取材しているが、これは寛政5年（1793年）版行の如圭の作品を首だけ改刻したものである。